# Sendero Maipú
Sendero Maipú es un cementerio de tipo parque ubicado en la comuna de Maipú, en Santiago de Chile, que abrió sus puertas en abril de 1989.
Este parque fue el primero construido por la Organización Sendero, que actualmente posee alrededor de 188 hectáreas de terrenos en trece parques ubicados entre Arica y Temuco.

## Historia

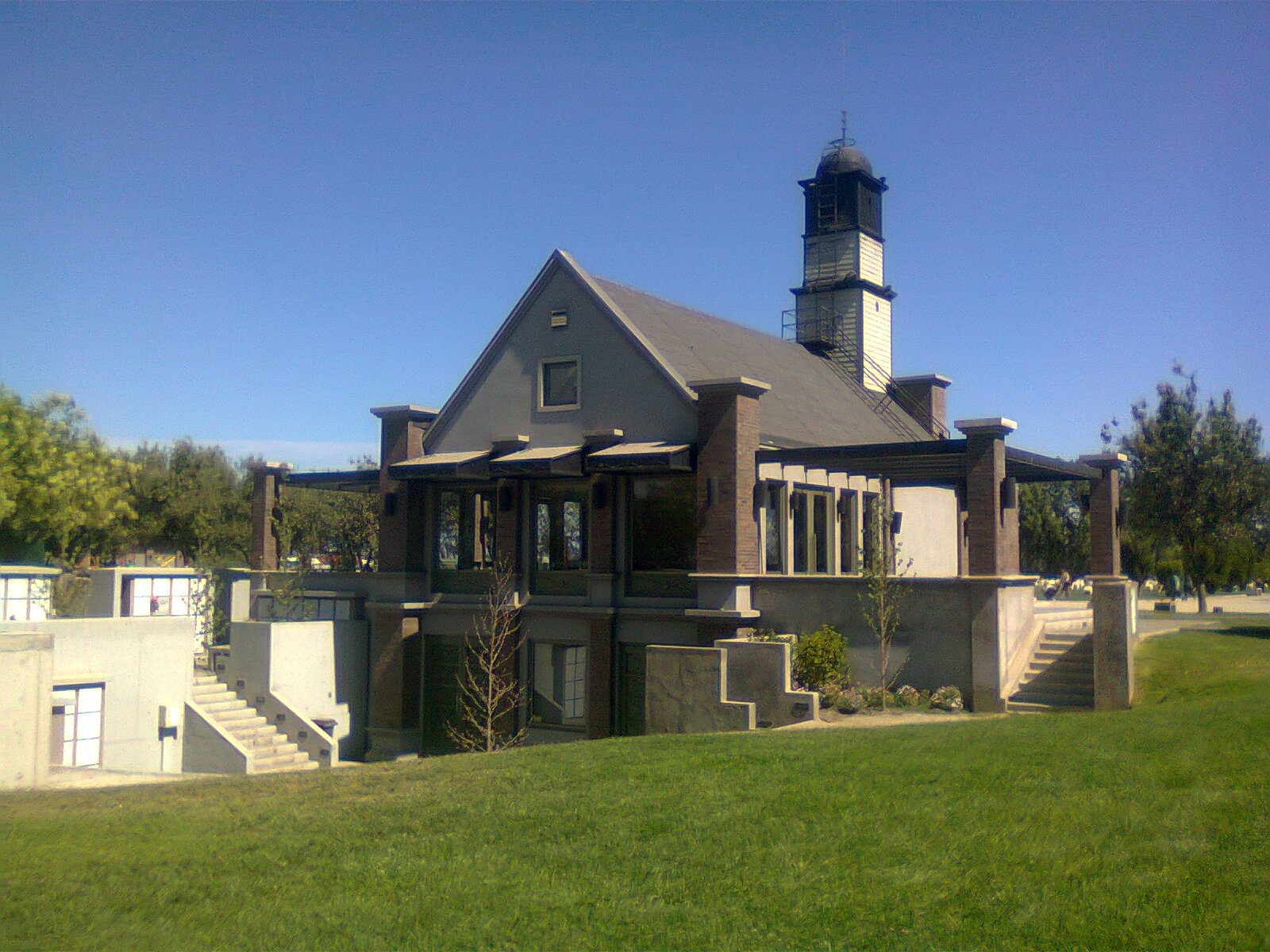
Crematorio del Parque del Sendero de Maipú.

Parque del Sendero abrió sus puertas en abril de 1989 y es uno de los primeros cementerios-parque de la Organización Sendero. Este cementerio guarda los recuerdos y sentimientos de más de cien mil familias, sumándose unas diez mil por año, y en total posee alrededor de 1.800.000 m² de terrenos disponibles.
Es un terreno de gran tamaño rodeado de naturaleza con una arquitectura sencilla para no afectar el entorno. El concepto de cementerio-parque es reflejado por la amplia presencia de prados y árboles.
En el Parque del Sendero de Maipú se encuentran los restos del actor César Arredondo (f. 2013). El cuerpo del cantante Gervasio (f. 1990) permaneció en este recinto hasta que fue exhumado en el año 2015.

## Instalaciones
Es administrado por la Inmobiliaria Parques y Jardines, que cuenta actualmente con cinco tipos de cementerios distribuidos en ocho ciudades: 
- Parque Cementerio Parque del Sendero.
- Parque Cementerio Tradición Familiar.
- Parque Cementerio Nuestra Familia.
- Parque Cementerio Nueva Jerusalén, orientado al público evangélico.
- Jardín Columbario